# Coma (2022)
Coma ist ein französischer Spielfilm von Bertrand Bonello aus dem Jahr 2022. Das zwischen Essay- und Fantasyfilm angesiedelte Werk stellt ein junges Mädchen in den Mittelpunkt, das mit einer globalen Gesundheitskrise konfrontiert wird.
Die Weltpremiere des Films war im Februar 2022 bei den 72. Internationalen Filmfestspielen Berlin.

## Handlung
Kurz nach ihrem 18. Geburtstag wird die Tochter von Bertrand Bonello durch eine globale Gesundheitskrise in den Lockdown gezwungen. Sie empfindet diese Zeit wie das Leben in einem Zwischenreich. Sie chattet mit ihren Freunden und entdeckt im Internet eine Influencerin namens Patricia Coma. Von dieser bestellt sie ein Gerät, das als „Revelator“ angepriesen wird. Das Produkt soll das junge Mädchen dazu ermutigen, sich mit der Frage zu beschäftigen, wie frei ihr Wille wirklich ist.
Bonello selbst versucht sich in das Dilemma seiner Tochter einzufühlen. Gleichzeitig macht ihm die virtuelle Welt Angst, in der sie sich bewegt und er ist besorgt um ihre Zukunft. Dennoch vertraut er ihr.

## Hintergrund

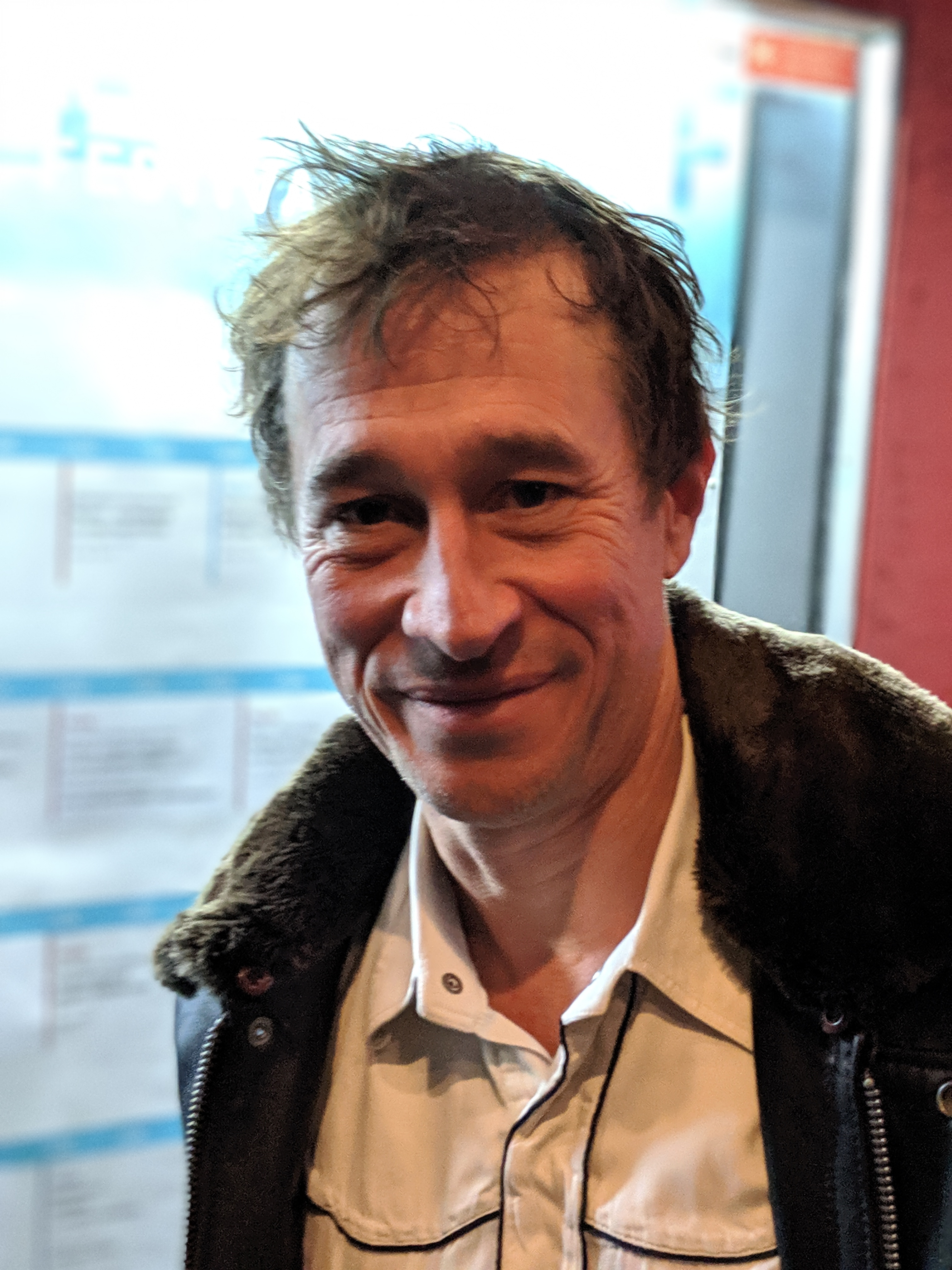
Bertrand Bonello (2019)

Für Regisseur und Drehbuchautor Bertrand Bonello ist Coma der neunte realisierte Spielfilm, den er zwischen Essay- und Fantasyfilm ansiedelte. Produziert wurde das Werk von Les Films du Bélier und My New Picture. Als Koproduzent fungierte Remembers Production. Der Film verfügt über Animations- und Stop-Motion-Sequenzen, für die der Comiczeichner Ugo Bienvenu verantwortlich war.
Für die Hauptrollen wurden Julia Faure und Louise Labeque verpflichtet. Mit letztgenannter Schauspielerin hatte Bonello bereits an seinem vorangegangenen Spielfilm Zombi Child (2019) zusammen gearbeitet. In Sprechrollen agierten Laëtitia Casta, Gaspard Ulliel, Vincent Lacoste, Louis Garrel und Anaïs Demoustier. Ulliel und Garrel waren zuletzt mit dem Regisseur an dessen Spielfilm Saint Laurent (2014) eingesetzt worden. Für erstgenannten Schauspieler war es nach seinem Unfalltod im Januar 2022 der vorletzte Film, an dem er mitwirkte. Ulliel hätte auch in Bonellos folgendem in Vorproduktion befindlichen Spielfilm La bête eine Hauptrolle neben Léa Seydoux bekleiden sollen.
Der Film soll durch die Verleihfirma New Story in die französischen Kinos gebracht werden.

## Veröffentlichung
Coma erhielt eine Einladung in die Sektion Encounters der Berlinale. und hatte am 12. Februar 2022 seine Uraufführung.

## Kritiken
Dobrila Kontić schrieb bei Kino-Zeit: „Was wirr und undurchdringlich anmuten mag, ist in Coma überraschend kurzweilig und interessant geraten. Dies liegt vor allem an der sequenziellen Abwechslung, die dieser Film bietet: Auf Interviewschnipsel folgen animierte Passagen, Live-Action-Puppenspiel und Überwachungsaufnahmen von den gelegentlichen Spaziergängen der jungen Frau. Fortlaufend wandert diese zwischen Youtube-Videos, einem wiederkehrenden Alptraum im Wald, ihrem Puppenhaus und gelegentlichen Videochats mit ihren Freundinnen hin und her.“
berlinale.de urteilte: „Bonello, einer der scharfsinnigsten Vertreter des französischen Kinos, beglückt uns in Coma mit einem Kommentar zur Pandemie und überraschend viel schwarzem Humor. Angesiedelt zwischen Essay und Fantasy, zeigt der Film die väterlichen Bemühungen, sich in das Dilemma seiner Tochter einzufühlen, und gleichzeitig die weitverbreitete Angst um die Zukunft unserer Kinder. Unter Einsatz von Animation und Stop-Motion werden Beobachtungen zur globalen Erwärmung und Geopolitik angestellt oder aber zu unserer anscheinenden Unfähigkeit zur angemessenen Analyse der Verhältnisse.“

## Auszeichnungen
Im Rahmen der Berlinale 2022 konkurrierte Bonellos Werk um den Preis für den besten Film in der Sektion Encounters. Von der Jurys der "Fédération Internationale de la Presse Cinématographique", des internationalen Verbands der Filmkritik, wurde der Film als bester in der Encounters-Sektion mit dem FIPRESCI-Preis ausgezeichnet.
Auf dem Istanbul Film Festival wurde der Film für die Goldene Tulpe nominiert, welche sich aber Bonellos französischer Kollege Gaspar Noé für seinen Film Vortex sichern konnte. 
Auf dem Las Palmas de Gran Canaria International Film Festival und dem Longtake Interactive Film Festival folgten weitere Nominierungen in der Sektion Best Film.